# Monde Bruits
Monde Bruits ist ein 1991 debütiertes Noise-Projekt. Das alleinige Mitglied des Projektes Shohei Iwasaki starb 2005.

## Geschichte
Shohei Iwasaki debütierte mit Monde Bruits 1991. Bereits zuvor brachte sich Iwasaki in die nationale Noise-Szene ein. Er stand im engen Verbund mit weiteren Akteuren der japanischen Szene, so unter anderem Masami Akita von Merzbow, mit dem er im gleichen Jahr die Band Bustmonster gründete. Monde Bruits veröffentlichte bis 1994 vier weitere Studioalben gefolgt von Split-Veröffentlichungen und einer Kompilation. Nach dem Jahr 1999 blieben weitere Veröffentlichungen aus. Die frühen Veröffentlichungen entstanden in einer Phase in der Japanoise in den Vereinigten Staaten besondere Aufmerksamkeit erfuhr, wodurch Monde Bruits in den Vertrieb kleiner Musikgeschäfte und die Rotation verschiedener College-Radios gelang. Im Jahr 1995 nutzte Thurston Moore die Musik von Monde Bruits und weiterer Japanoise-Interpreten für seinen Remix des Stücks Rising von Yoko Ono.
Iwasaki starb am 14. April 2005 in einem Motorradunfall. Das Soloprojekt Monde Bruit endete damit. Im Jahr 2022 erschien eine Werkschau von 5CDs über Audio Dissection und Industrial Recollections. Das Album Purgatory erschien 2023 über Urashima erneut. Monde Bruit und das, in Relation zu anderen Vertretern des Japanoise, kleine Werk des Projektes genießt hohes Ansehen. Monde Bruit wird so zu den namhaften Interpreten des Japanoise der 1990er und jener der Wegbereiter des Harsh Noise Wall gerechnet.

## Stil
Die Musik von Monde Bruits entspricht dem Japanoise seiner Zeit mit Hijokaidan, Incapacitants und Merzbow. Eine elektronische Melange aus freier Improvisationsmusik, Musique concrète und Industrial. Die Nutzung von Verzerrungen, Texturen des Industrial und elektronischer Melodien erzeugen eine „eindringliche und bedrohliche Atmosphäre“. Clive Henry zählt Monde Bruits, in einer Darstellung des Noise-Subgenres Harsh Noise Wall, zur ersten Generation der Interpreten des Genres.

## Diskografie
Studioalben
- 1991: Irresponsibility (Steeple & Globe)
- 1991: Portuguese Man-of-War (Vanilla Records)
- 1992: Purgatory (G.R.O.S.S.)
- 1993: Psychosomatic Performance (G.R.O.S.S.)
- 1994: Selected Noise Works 93-94 (Endorphine Factory)

Split und Kollaborationen
- 1996: Fragmentagraph (Mit Pain Jerk, AMP)
- 1997: Aube + Katsumi + Kosakai + Monde Bruits (Mit Aube, Katsumi und Kosakai, Japan Overseas)

Kompilationen und Boxsets
- 1999: Monde Bruits (Alchemy Records)
- 2022: Tapes 1991-1994 (5×CDs, Audio Dissection, Industrial Recollections)